# Bloedig perkament
Bloedig Perkament is een historische roman van Margreet Wijnstroom.

## De inhoud
Het mysterie begint in de Bodleian Library in Oxford, waar Marga van Dieren de inrichting van een Nederlandse expositie over 400 jaar tulpen op zich neemt. Bovendien wordt ze betrokken bij de vondst van twee onbekende Dode-Zeerollen in een bestoft legaat op de bibliotheekgewelven. De inhoud van deze rollen is zo wereldschokkend, dat een verbeten jacht op de manuscripten een bloedig spoor trekt door Oxford en Bloemendaal. Bloemendaal is namelijk de gastheer van de Europacup voor landskampioenen, waaraan twee hockeyteams uit Oxford ook deelnemen. Niet alle spelers blijken echter uitsluitend sportieve prestaties na te streven. De apotheose vindt plaats in de RAI te Amsterdam tijdens een Europese Antiquarenbeurs.